# フィレタイロス
フィレタイロス（ギリシア語: Φιλέταιρος、Philétairos, 紀元前343年 – 紀元前263年）は、アナトリアのアッタロス朝の創始者である。

## 人物・来歴
フィレタイロスはアナトリアの黒海沿岸の小都市ティエオンに生まれた。父の名はアッタロスで、おそらくマケドニア人である。母はパフラゴニア 人。
紀元前323年のアレクサンドロス3世（大王）の死後、大王配下の地域統治者たち（フリギアのアンティゴノス、トラキアのリュシマコス、バビロニアのセレウコス1世他）によるディアドコイ戦争（「ディアドコイ」とはギリシア語で「後継者」のこと）と呼ばれる勢力争いに巻き込まれた。
フィレタイロスは最初アンティゴノスに仕えていた。後にリュシマコスに鞍替えし、紀元前281年のコルペディオンの戦いでリュシマコスが殺されると、ペルガモンの統治者となったが、ここにはリュシマコスの宝庫があり9,000タラントの銀が保管されていた。この資産がペルガモンの豊かさの原因となった。40年に近い統治の間に、フィレタイロスはペルガモンのアクロポリスにデメテール神殿とアテナ（ペルガモンの守護神）神殿を建設し、また最初の宮殿を建設し、都市の防衛施設を拡張した。
フィレタイロスは去勢者であった。去勢の原因については研究者の見解は分かれている。アッタロス1世（アッタロス朝初代国王）は、フィレタイロスの幼少時の事故が原因であると説明している。研究者によっては、アッタロスが王朝の起源についてよく見せようとするための説明を行っているにすぎないと考えており、実際にはマケドニア王室に宦官として仕えるために去勢されたと推測している。現にフィレタイロスの死後に発行されたコインに刻まれた肖像は、肥満になりやすい去勢者の特徴を示している。
フィレタイロスは去勢者であるため結婚せず、子供はいなかった。甥のエウメネス1世を養子にし、エウメネス1世は、紀元前263年のフィレタイロスの死にあたってペルガモンの統治者の地位を継承した。エウメネス2世は例外であるが、アッタロス朝のすべての統治者たちは、フィレタイロスの肖像をコインに刻んで王朝の創始者を記念している。

## 史料
- Junianus Justinus, Epitome of the Philippic History of Pompeius Trogus, translated, with Footnotes, by the Rev. John Selby Watson; London: Henry G. Bohn, York Street, Convent Garden (1853).
- Pausanias, Description of Greece, Books I-II, (Loeb Classical Library) translated by W. H. S. Jones; Cambridge, Massachusetts: Harvard University Press; London, William Heinemann Ltd. (1918) ISBN 0-674-99104-4.
- Strabo, Geography, (Loeb Classical Library) translated by Horace Leonard Jones; Cambridge, Massachusetts: Harvard University Press; London: William Heinemann, Ltd. (1924)  Books 10-12, ISBN 0-674-99233-4; Books 13-14, ISBN 0-674-99246-6.